# Яркин, Владислав Дмитриевич
Владислав Дмитриевич Яркин (16 апреля 1965, Барнаул, СССР) — советский и российский футболист, нападающий.
В 17 лет дебютировал во второй лиге в составе барнаульского «Динамо». В 1989 перешёл в команду высшей лиги «Памир» Душанбе. На сборах получил серьезную травму — надрыв передней мышцы бедра, сыграл за «Памир» только два матча и после первого круга вернулся в «Динамо».
В 1992 году Яркин перешёл в кемеровский «Кузбасс», но из-за невыполнения клубом условий во втором круге перешёл в «Динамо-Газовик» Тюмень. После вылета в 1992 году из высшей лиги клуб в следующем сезоне завоевал право в переходных играх вернуться обратно, но и «Динамо» не выполнило данные клубом обещания и выставило Яркина на трансфер. В 1994 году он сыграл 10 матчей за «Иртыш» Тобольск, а в следующем сезоне перешёл в «Зарю» Ленинск-Кузнецкий. В 1997 году команда вылетела из первого дивизиона, и Яркин вновь вернулся в Барнаул. В середине сезона-1999 его убрали из команды, и следующие 1,5 года он играл в «Металлурге» Новокузнецк, где и закончил карьеру.

## Семья
- Яркин, Александр Дмитриевич (1969) — младший брат, футболист.
- Яркин, Александр Владиславович (1986) — сын, футболист.
- Яркин, Артём Владиславович (1996) — сын, футболист